# Rhizotrogus
Rhizotrogus är ett släkte av skalbaggar. Rhizotrogus ingår i familjen Melolonthidae.

## Bildgalleri

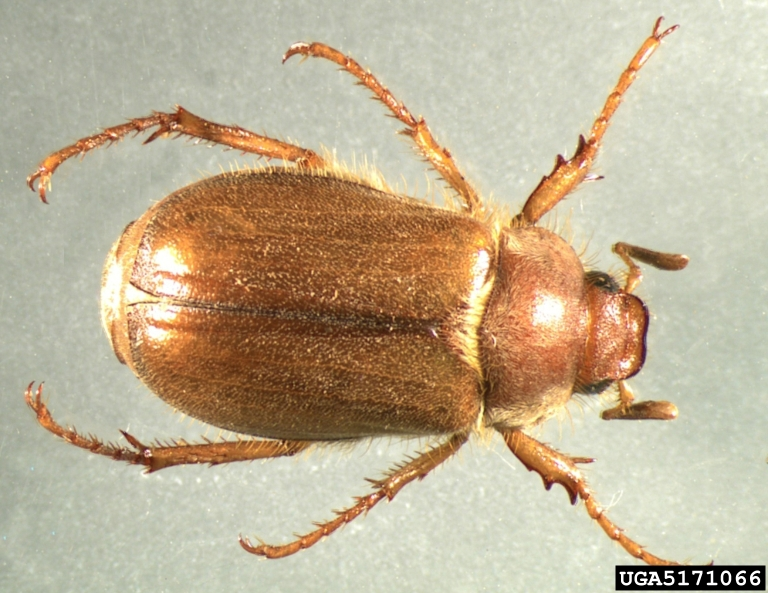

## Dottertaxa tillRhizotrogus, i alfabetisk ordning[1]
- Rhizotrogus aequalis
- Rhizotrogus aestivus
- Rhizotrogus alcaidei
- Rhizotrogus alicantinus
- Rhizotrogus almeriensis
- Rhizotrogus amphytus
- Rhizotrogus angelesae
- Rhizotrogus antiochia
- Rhizotrogus asperiventris
- Rhizotrogus ballioni
- Rhizotrogus balloyi
- Rhizotrogus beauprei
- Rhizotrogus breviceps
- Rhizotrogus brunneus
- Rhizotrogus camerosensis
- Rhizotrogus carduorum
- Rhizotrogus cariosicollis
- Rhizotrogus caspicus
- Rhizotrogus chevrolati
- Rhizotrogus cicatricosus
- Rhizotrogus ciliatus
- Rhizotrogus coiffaiti
- Rhizotrogus costatus
- Rhizotrogus curtus
- Rhizotrogus flavicans
- Rhizotrogus genei
- Rhizotrogus gracilis
- Rhizotrogus granatensis
- Rhizotrogus guruguensis
- Rhizotrogus hirticollis
- Rhizotrogus hirtipectus
- Rhizotrogus ifranensis
- Rhizotrogus iglesiasi
- Rhizotrogus impressifrons
- Rhizotrogus laeviscutatus
- Rhizotrogus lajonquierei
- Rhizotrogus latesulcatus
- Rhizotrogus lejeuni
- Rhizotrogus maculicollis
- Rhizotrogus makalicus
- Rhizotrogus marginipes
- Rhizotrogus mascarauxi
- Rhizotrogus monticola
- Rhizotrogus neglectus
- Rhizotrogus nevadensis
- Rhizotrogus nitidiventris
- Rhizotrogus pallidipennis
- Rhizotrogus parvicollis
- Rhizotrogus parvulus
- Rhizotrogus pilosissimus
- Rhizotrogus ribbei
- Rhizotrogus romanoi
- Rhizotrogus rosalesi
- Rhizotrogus rotroui
- Rhizotrogus sassariensis
- Rhizotrogus schaufussi
- Rhizotrogus schimperi
- Rhizotrogus siculus
- Rhizotrogus stigmaticollis
- Rhizotrogus subemarginatus
- Rhizotrogus subparallelus
- Rhizotrogus subsinuatus
- Rhizotrogus sulcifer
- Rhizotrogus truncatifrons
- Rhizotrogus vicarius
- Rhizotrogus villiersi